# 대만 증권거래소

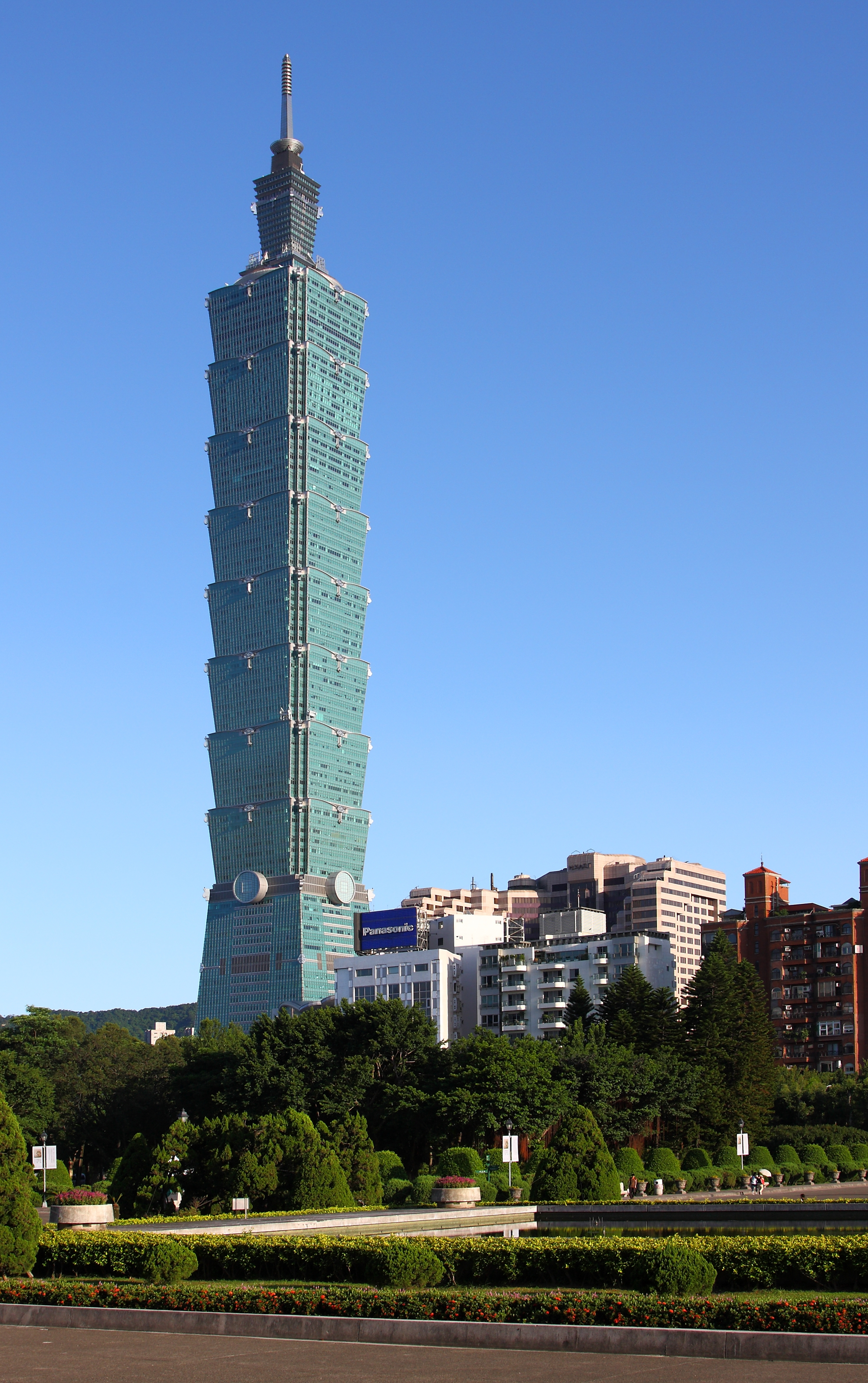

대만 증권거래소(臺灣證券交易所, TWSE)는 대만 타이베이시에 위치한 중화민국의 증권거래소이다. 1961년 10월 23일 설립되었으며, 1962년 2월 9일 거래를 시작했다. 1980년대 이후 거래소는 여러번 이전했다. 2005년 이후에는 타이베이 101에 있다. 주요 거래 품목은 증권, 채권, 상장지수 펀드, 주식 등이다. 오전 9시에 개장하여 오후 1시 30분에 폐장한다.

## 같이 보기
- 가권지수